# Джессі Тільке
Джессі Давид Тільке (англ. Jesse David Thielke; нар. 9 червня 1992, Джермантаун, Вісконсин) — американський борець греко-римського стилю, учасник Олімпійських ігор.

## Життєпис
Боротьбою почав займатися з 1999 року. У 2009 році здобув чемпіонський титул Панамериканського чемпіонату серед кадетів. У 2012 році став бронзовим призером чемпіонату світу серед юніорів.
Виступав за атлетичний клуб Нью-Йорка — «Legends of Gold». Тренер — Джим Шмідц (з 2001).

## Спортивні результати на міжнародних змаганнях

### Виступи на Олімпіадах
| Змагання                    | Збірна | Вагова категорія                 | Місце |
| --------------------------- | ------ | -------------------------------- | ----- |
| Літні Олімпійські ігри 2016 | США    | греко-римська боротьба, до 59 кг | 9     |

### Виступи на Чемпіонатах світу
| Змагання                        | Збірна | Вагова категорія                 | Місце |
| ------------------------------- | ------ | -------------------------------- | ----- |
| Чемпіонат світу з боротьби 2013 | США    | греко-римська боротьба, до 60 кг | 8     |
| Чемпіонат світу з боротьби 2018 | США    | греко-римська боротьба, до 63 кг | 14    |

### Виступи на інших змаганнях
| Змагання                                                         | Збірна | Вагова категорія                 | Місце  |
| ---------------------------------------------------------------- | ------ | -------------------------------- | ------ |
| Відкритий міжнародний турнір «Sunkist Kids» 2010                 | США    | греко-римська боротьба, до 55 кг | Срібло |
| Відкритий міжнародний турнір «Sunkist Kids» 2011                 | США    | греко-римська боротьба, до 55 кг | Бронза |
| Меморіал Олега Караваєва 2011                                    | США    | греко-римська боротьба, до 55 кг | 6      |
| Міжнародний меморіал Дейва Шульца 2012                           | США    | греко-римська боротьба, до 60 кг | 4      |
| Кубок Владислава Пітласинські 2013                               | США    | греко-римська боротьба, до 60 кг | 12     |
| Золотий Гран-прі з боротьби 2015                                 | США    | греко-римська боротьба, до 59 кг | Бронза |
| Гран-прі Загреба з боротьби 2016                                 | США    | греко-римська боротьба, до 66 кг | Бронза |
| Гран-прі Угорщини з боротьби 2016                                | США    | греко-римська боротьба, до 66 кг | 25     |
| Олімпійські випробування США 2016                                | США    | греко-римська боротьба, до 59 кг | Золото |
| Олімпійський кваліфікаційний турнір з боротьби 2016 (Улан-Батор) | США    | греко-римська боротьба, до 59 кг | 15     |
| Олімпійський кваліфікаційний турнір з боротьби 2016 (Стамбул)    | США    | греко-римська боротьба, до 59 кг | Срібло |
| Міжнародний меморіал Дейва Шульца 2017                           | США    | греко-римська боротьба, до 63 кг | Бронза |
| Тор Мастерс 2018                                                 | США    | греко-римська боротьба, до 63 кг | Срібло |
| Гран-прі Німеччини з боротьби 2018                               | США    | греко-римська боротьба, до 63 кг | 10     |
| Міжнародний меморіал Дейва Шульца 2019                           | США    | греко-римська боротьба, до 67 кг | 4      |
| Меморіал Маттео Пелліконе 2022                                   | США    | греко-римська боротьба, до 63 кг | 6      |

### Виступи на змаганнях молодших вікових груп
| Змагання                                                 | Збірна | Вагова категорія                 | Місце  |
| -------------------------------------------------------- | ------ | -------------------------------- | ------ |
| Панамериканський чемпіонат з боротьби серед кадетів 2009 | США    | греко-римська боротьба, до 54 кг | Золото |
| Чемпіонат світу з боротьби серед юніорів 2009            | США    | греко-римська боротьба, до 55 кг | 15     |
| Чемпіонат світу з боротьби серед юніорів 2010            | США    | греко-римська боротьба, до 55 кг | 20     |
| Чемпіонат світу з боротьби серед юніорів 2011            | США    | греко-римська боротьба, до 60 кг | 19     |
| Чемпіонат світу з боротьби серед юніорів 2012            | США    | греко-римська боротьба, до 60 кг | Бронза |